# Cantó de Beaune-Sud
El cantó de Beaune-Sud és un cantó francès del departament de Costa d'Or, situat al districte de Beaune. Té 16 municipis i part del de Beaune.

## Municipis
- Beaune (part)
- Bligny-lès-Beaune
- Chevigny-en-Valière
- Chorey-les-Beaune
- Combertault
- Corcelles-les-Arts
- Ébaty
- Levernois
- Marigny-lès-Reullée
- Merceuil
- Meursanges
- Montagny-lès-Beaune
- Ruffey-lès-Beaune
- Sainte-Marie-la-Blanche
- Ladoix-Serrigny
- Tailly
- Vignoles

## Història
| Data d'elecció                           | Identitat              | Partit           | Qualitat |
| ---------------------------------------- | ---------------------- | ---------------- | -------- |
| 1945-1964                                | Roger Duchet           | CNI              |          |
| 1964-1976                                | Albert Lalle           | RI, després CNI  |          |
| 1976-2001                                | Henri Moine            | RPR              |          |
| 2001-                                    | Jean-Pierre Rebourgeon | RPR, després UMP |          |
| les dades anteriors no són pas conegudes |                        |                  |          |
|                                          |                        |                  |          |